# Liste der Buchreihen zur altgriechischen und lateinischen Literatur
Diese Liste der Buchreihen zur altgriechischen und lateinischen Literatur erfasst Buchreihen, die programmatisch der altgriechischen und lateinischen Literatur gewidmet sind. Wenn der Titel der Reihe dies nicht ausdrücklich anders vorsieht, umfassen diese Buchreihen der Programmatik der Klassischen Philologie entsprechend die gesamte antike, das heißt sowohl die lateinische als auch die altgriechische Literatur (selten in eigenen Unterreihen, meist vermischt).

## Textkritische Editionen
Diese Reihen zielen darauf, einen wissenschaftlich bestmöglich abgesicherten Text sowie in Praefatio und Apparat einen gründlichen Einblick in die handschriftliche Überlieferungssituation der antiken griechischen und lateinischen Schriftsteller zu bieten, und enthalten grundsätzlich keinen Kommentar und keine Übersetzung.
- Bibliotheca scriptorum Graecorum et Romanorum Teubneriana
- Oxford Classical Texts

Historische Reihen
- Editiones Bipontinae

## Ausgaben mit Übersetzung
Je nach Zielsetzung der Herausgeber ist der originalsprachliche Text unverändert einer älteren Edition entnommen oder nach eigenem kritischen Urteil eingerichtet.
- Sammlung Tusculum
- Texte aus der Umwelt des Alten Testaments
- Texte und Kommentare
- Texte zur Forschung
- Schriften und Quellen zur alten Welt
- Aris & Phillips Classical Texts
- Loeb Classical Library
- Collection des Universités de France der Association Guillaume Budé, auch Collection Budé genannt
- SAPERE – Scripta Antiquitatis Posterioris ad Ethicam REligionemque pertinentia
- Corpus Medicorum Graecorum/Latinorum
- Corpus Scriptorum Latinorum Paravianum
- Scrittori Greci e Latini (Fondazione Lorenzo Valla)

## Texteditionen ausschließlich christlicher Literatur
- Corpus Christianorum
- Corpus Islamo-Christianum
- Corpus scriptorum ecclesiasticorum latinorum
- Patristische Texte und Studien
- Patrologia Latina
- Patrologia Graeca
- Die Griechischen Christlichen Schriftsteller
- Fontes Christiani

## Übersetzungen
- Bibliothek der Alten Welt
- Bibliothek der Antike
- Bibliothek der griechischen Literatur

## Übersetzungen ausschließlich christlicher Literatur
- Bibliothek der Kirchenväter

## Kommentare
Ob ein eigener Text und gegebenenfalls eine Übersetzung mit aufgenommen wird, ist zumeist freie Entscheidung des Herausgebers.
- Texte und Untersuchungen zur Geschichte der altchristlichen Literatur
- Texte und Kommentare
- Wissenschaftliche Kommentare zu griechischen und lateinischen Schriftstellern
- ARCA. Classical and Medieval Texts, Papers and Monographs
- Cambridge Classical Texts and Commentaries
- Cambridge Greek and Latin Classics
- Oxford Classical Commentaries[1]
- Scrittori Greci e Latini (Fondazione Lorenzo Valla)

## Forschungsliteratur
Hier sind Buchreihen aufgeführt, die Forschungsliteratur in Gestalt von Monographien oder auch Kommentaren zur altgriechischen und lateinischen Literatur versammeln. Häufig enthalten sie jedoch auch Arbeiten zu anderen Teilbereichen des Altertums.
- Altertumswissenschaftliche Texte und Studien
- Beihefte zum Göttinger Forum für Altertumswissenschaft
- Beiträge zur Altertumskunde
- Beiträge zur Altertumswissenschaft
- Beiträge zur Klassischen Philologie
- Biblioteca di "Materiali e discussioni per l'analisi dei testi classici", siehe Materiali e discussioni per l’analisi dei testi classici
- Bibliothek der klassischen Altertumswissenschaften
- Classica Monacensia
- Hermes – Einzelschriften
- Hypomnemata. Untersuchungen zur Antike und zu ihrem Nachleben
- Lustrum
- Millennium-Studien
- Mnemosyne. Supplemente
- Oxford Classical Monographs
- Palingenesia
- Peripatoi
- Philologische Untersuchungen
- Philologus. Supplemente
- Potsdamer Altertumswissenschaftliche Beiträge
- Prismata. Beiträge zur Altertumswissenschaft
- Schweizerische Beiträge zur Altertumswissenschaft
- Spudasmata
- Studia Graeca Stockholmiensia
- Studien zur Geschichte und Kultur des Altertums
- Studien zur klassischen Philologie
- Subsidia Classica
- Texte und Untersuchungen zur Geschichte der altchristlichen Literatur
- Untersuchungen zur antiken Literatur und Geschichte
- Würzburger Studien zur Altertumswissenschaft
- Zetemata